# Società Anonima Carbonifera Arsa
La Società anonima carbonifera Arsa (o CarboArsa o semplicemente Arsa) fu costituita a Trieste nel 1919, allorché le miniere dell'albonese in Istria e dell'interno croato passarono in mano italiana con la fine della prima guerra mondiale.

## Sfruttamento delle risorse prima della costituzione della società
Lo sfruttamento del bacino carbonifero dell'Arsa (superficie di 388,88 km² - abitata da 22.658 residenti) trova consacrazione ufficiale in due decreti di inizio Ottocento di Eugenio di Beauharnais, viceré francese del Regno d'Italia napoleonico. In realtà si tratta di regolamentazioni dell'attività estrattiva preesistente. Infatti lo sfruttamento delle risorse minerarie veniva esercitato, anche se in forme primitive quali pozzi bituminosi (utilizzati per la produzione di pece navale), già dal XVI secolo dalla Repubblica di Venezia.
Già nel 1785, durante il dominio veneziano, a Carpano una quarantina di operai riusciva a produrre annualmente circa 560 tonnellate di carbone. Nella prima metà dell'Ottocento il pacchetto azionario delle prime miniere vere e proprie di Càrpano fu nelle mani dei Rothschild. Tra il 1830 e il 1850 vi fu un notevole sviluppo dell'attività estrattiva. Un altro imprenditore austriaco, Werndl, fece scavare nuovi pozzi a Vines, a pochi chilometri di distanza. Il conflitto tra i due gruppi capitalistici, che comprese anche atti di sabotaggio e corruzione, finì davanti al Tribunale viennese, che non seppe fare altro che proporre ai due rivali di fondersi. La fusione effettiva si ebbe solo diversi anni dopo, nel 1881, ad opera del nuovo consorzio Trifailer Kohlen Gesellschaft, che operò notevoli investimenti. Al tempo le miniere davano lavoro a circa un migliaio di operai e la produzione era attorno alle 90.000 tonnellate annue, ma continuò ad aumentare e durante la prima guerra mondiale l'obiettivo era di estrarre 130.000 tonnellate annue.

## I primi scioperi dei minatori
Le dure condizioni di lavoro ed i bassi salari erano stati all'origine di agitazioni operaie già nell'epoca del dominio austroungarico. Le prime datano infatti 1861, mentre il primo sciopero vero e proprio avvenne il 14 marzo 1883. Nel 1867 a Carpano fu fondata la “Società di mutuo soccorso”, la prima associazione dei minatori.
A cavallo di fine secolo si prodigarono per gli operai due figure illuminate, l'educatrice e letterata Giuseppina Martinuzzi e il barone Lazzarini Battiala, detto “il barone rosso”, che avranno un ruolo importante in eventi successivi. All'epoca non si era ancora costituita un'organizzazione socialista slava nella zona e la guida del movimento operaio era italiana, anche per la presenza di elementi politicizzati provenienti da zone quali il Bellunese; la matrice politica era comunque socialista internazionalista.
Un'ondata di nuovi scioperi dei minatori si ebbe, come nel resto dell'impero (“scioperi neri”), nel 1900. I minatori trovano supporto in diversi notabili della zona, compreso il deputato istriano Bartoli, nell'amministrazione comunale di Albona e nei parroci, che almeno idealmente si schierano dalla loro parte contro la diffida a riprendere immediatamente il lavoro da parte della direzione della miniera. Alla fine di aprile gli operai sconfitti devono comunque tornare al lavoro, senza aver ottenuto alcun beneficio, ma la repressione padronale li spinge a nuove proteste appena un mese dopo ed ancora nel 1901 e nel 1902. I minatori hanno il sostegno del deputato Felice Bennati e del barone Lazzarini, che viene anche arrestato per minacce verso crumiri macedoni. Tutto ciò che ottengono è però un modesto aumento salariale, mentre gli orari di lavoro giornalieri rimangono lunghi anche 12 ore e fondamentalmente imprecisati.
Ulteriori scioperi si hanno nel 1904 e nel 1906, parallelamente aumentano le attività e l'organizzazione sindacale, secondo uno spirito internazionalista (ad esempio alla manifestazione del primo maggio del 1906 parlano in italiano il barone Lazzarini e in sloveno Gorišek). Nel 1910 però l'industria estrattiva austroungarica entra in crisi e vi è un'ondata di licenziamenti. I minatori reagiscono con uno sciopero che si protrae per quasi cinque mesi, contro i licenziamenti e per l'aumento dei salari. Ridotti alla fame, malgrado gli aiuti dei simpatizzanti, devono però cedere senza aver ottenuto nulla.
Da qui alla prima guerra mondiale la maturazione dell'organizzazione sindacale consente di ottenere leggeri miglioramenti nelle condizioni di lavoro e nel salario. Allo scoppio del conflitto le necessità di approvvigionamento bellico portano alla militarizzazione dei lavoratori in "compagnie di lavoro": viene promulgata l'Anbinden, secondo la quale i minatori sorpresi in atti di sabotaggio o anche solo a lavorare con lentezza esagerata rischiano l'impiccagione. I minatori irriducibili vengono inquadrati nel "Battaglione Istriano" ed inviati in Romania, anche se molti riescono a fuggire durante il trasporto in carri bestiame.
All'inizio del 1918 la vicinanza al fronte impedisce le agitazioni e gli scioperi che avvengono in altre parti dell'Impero ormai in dissoluzione. Durante l'occupazione italiana però l'organizzazione sindacale si rafforza, anche grazie all'immissione di minatori "rossi" italiani provenienti dal bellunese e dal meridione, e si aggancia al Partito Socialista Italiano, in special modo con la sede di Trieste.

## Fondazione della Società "Arsa"
Finita la guerra, nel novembre del 1919 il direttore della Trifailer, Julije Belak, fu costretto a firmare un contratto di coproduzione con un gruppo di capitalisti italiani rappresentati dall'abile Guido Segre, ebreo piemontese entrato a Trieste nel 1918 come ufficiale medagliato e rimastovi dopo il congedo. Convinto nazionalista, si iscriverà già nel 1922 al Partito Fascista ed avrà un ruolo importante nella vita economica della zona.
L'anno successivo la miniera cadde definitivamente in mano italiana e al gruppo viennese rimase solo il 40% delle azioni. Il controllo fu acquisito a poco prezzo dalla famiglia Agnelli, che se ne liberò presto, ritenendo l'investimento non redditizio viste le condizioni del mercato post-bellico, la non ottimale qualità del prodotto e gli alti costi di estrazione. Subentrarono così diverse banche e compagnie di navigazione triestine.
L'Italia aveva un forte bisogno interno di carbone e la produzione superò nuovamente le 100.000 tonnellate annue, perdipiù con il licenziamento di parte dei minatori e un atteggiamento padronale anche più oppressivo che in precedenza, in particolare verso la manovalanza non italiana.
Dopo uno sciopero di diciotto giorni nell'estate del 1920, coordinato con le agitazioni che interessarono la penisola nel biennio rosso, i minatori ottennero un aumento del 10% ed elessero alla guida del sindacato il socialista Giovanni Pippan, è in questo periodo che il movimento sindacale si politicizza fortemente. A Stermazio nel 1921 viene aperto il Circolo operaio "Giuseppina Martinuzzi", che ormai ultrasettantenne continua a sostenere la causa dei minatori e la fratellanza internazionalista tra le genti italiche e slave. Morirà ad Albona il 25 novembre 1925.

## Miniere nei giacimenti carboniferi dell'Istria
Dal 28 luglio 1935 fino al 1º maggio 1945, l'A.Ca.I. (Azienda carboni italiani) tramite la Società Anonima Carbonifera Arsa gestiva le miniere di carbone (insieme ai relativi pozzi carboniferi) con impianti di produzione, e inoltre, in regime esclusivo, amministrava tutte le strutture architettoniche e urbanistiche della cittadina mineraria di Arsia delle frazioni minerarie, come Pozzo Littorio d'Arsia, oggi Piedalbona, e Vines e di altri edifici sparsi nel territorio dell'Istria. Le miniere di carbone (con i relativi pozzi carboniferi) furono le seguenti:
- Miniera di Albona (Jama Labin o Rudnik Labin), nel territorio municipale di Albona.
- Miniera di Arsia (Kova Raša o Rudnik Raša o Ugljenokop Raša), nel territorio comunale di Arsia.
- Miniera di Càrpano (Rudnik Krapan) nel territorio comunale di Arsia, già comune di Albona.
- Miniera di Pédena (Rudnik Pićan) nel territorio comunale di Pedena, già comune di Pisino.
- Miniera di Pozzo Littorio d'Arsia o Miniera di Piedalbona (Rudnik Podlabin) nel territorio municipale di Albona, già comune di Arsia.
- Miniera di Ripenda (Rudnik Ripenda o Jama Ripenda) nel territorio municipale di Albona.
- Miniera di Sicciole (Rudnik Sečovlje) nel territorio comunale di Pirano.
- Miniera di Sottopédena (Rudnik Podpićan o Rudnik Potpićan) nel territorio comunale di Chersano, già comune di Pisino.
- Miniera di Stermazio (Rudnik Štrmac) nel territorio comunale di Santa Domenica, già comune di Albona.
- Miniera di Tupliacco (Rudnik Tupljak) nel territorio comunale di Pedena, già comune di Pisino.
- Miniera di Vines (Rudnik Vinež) nel territorio municipale di Albona, già comune di Arsia.
- Discenderia Valmazzinghi (Niskop Koromačno) nel territorio comunale di Arsia.

## Produzione di carbone e manodopera prima della gestione A.Ca.I.
La seguente tabella delle produzioni carbonifere in Istria riguarda il periodo antecedente la gestione (1919-1934) dell'Azienda statale A.Ca.I. (Azienda Carboni Italiani), iniziato nel novembre del 1919 con la costituzione della "Società Anonima Carbonifera Arsa" per concludersi nel mese di luglio del 1935.
| Anno | Produzione in tonnellate | Manodopera |
| ---- | ------------------------ | ---------- |
| 1919 |                          |            |
| 1920 |                          |            |
| 1921 |                          |            |
| 1922 |                          |            |
| 1923 |                          |            |
| 1924 |                          |            |
| 1925 |                          |            |
| 1926 |                          |            |
| 1927 |                          |            |
| 1928 |                          |            |
| 1929 |                          |            |
| 1930 |                          |            |
| 1931 |                          |            |
| 1932 |                          |            |
| 1933 | 266.650                  | 1.071      |
| 1934 | 289.046                  |            |

## Produzione di carbone e manodopera impiegata nella gestione A.Ca.I. (1935-1945)
La seguente tabella delle produzioni carbonifere in Istria riguarda il periodo di gestione (1935-1945) dell'Azienda monopolistica statale A.Ca.I. (Azienda Carboni Italiani), iniziato nel mese di luglio del 1935 per concludersi nel 1945, ma ufficialmente nel 1947, anno in cui quella parte di territorio istriano passò alla Jugoslavia.
| Anno | Produzione in tonnellate                        | Manodopera                                                 |
| ---- | ----------------------------------------------- | ---------------------------------------------------------- |
| 1935 | 350.000 - 383.000 - 511.320                     | 1.813 operai - 1.839 operai - 2.300                        |
| 1936 | 700.000 - 725.000 - 726.165 - 735.610 - 836.016 | 3.678 operai - 4.400 - 4.705 - 4.767 operai - 7.000 operai |
| 1937 | 855.417 - 869.385                               | 6.271 - 6.657                                              |
| 1938 | 882.259 - 949.053                               | 7.722 - 8.160                                              |
| 1939 | 895.728 - 1.000.000 - 1.005.432                 | 7.192 - 8.957 operai - 9.000 operai - 10.475               |
| 1940 | 824.261 - 863.107                               | 8.016 - 11.119                                             |
| 1941 | 1.033.463                                       | 7.310 (presenti: 5.600)                                    |
| 1942 | 1.158.000 - 1.157.000 - 1.150.000               | 10.000                                                     |
| 1943 |                                                 |                                                            |
| 1944 |                                                 |                                                            |
| 1945 |                                                 |                                                            |

## La tragedia mineraria del 28 febbraio 1940
Purtroppo ogni anno vi furono incidenti minerari mortali; il più grave avvenne il 28 febbraio 1940, quando morirono quasi 200 minatori, e altrettanti furono i feriti che morirono nei giorni successivi. La stampa fascista non diffuse la notizia; perfino Dario Alberi nel suo libro “Istria” la ignora, anche se si è trattato del più grande disastro minerario della storia per numero di vittime italiane.